# Indymedia
Indymedia (от «indie», англ. «independent» — независимый; Independent Media Center) — информационная сеть альтерглобалистов, организованная 24 ноября 1999 года после акций против ВТО в Сиэтле, ввиду потребности в обмене опытом и формировании широкого движения.
Структурирована как система сайтов с одинаковым ПО (с открытым кодом) — в каждой стране свой сайт, иногда собственные IndyMedia в больших городах, центральный (мировой) редактируется в Сиэтле.
Впервые предложила столь широкую возможность открытой публикации — центральную колонку ведёт редакция, новости в правой колонке (а также баннеры, комментарии, видео- и фоторепортажи) вывешиваются посетителями, соединён ссылками со всеми остальными листами IndyMedia.
Вот как сформулированы смысл и задачи её работы: «Главной идеей Индимедии является превращение простого потребителя информации в её производителя. Индимедию делает не столько редакция, сколько её активисты. Активистом мы считаем любого человека, публикующего на Индимедии свои материалы».

## Конфликты и преследования

### Аргентина
В 2002-2003 гг. пять журналистов Indymedia, писавших об акциях протеста, подверглись побоям или иному жестокому обращению со стороны местной полиции.

### Германия
Газета публиковала обращения экстремистов в связи с поджогами в Берлине в 2011 году, нанесением ущерба зданию СДП в 2013 году  и другими происшествиями.
Немецкое ведомство по защите конституции в 25 августа 2017 закрыло немецкоязычный сайт Индимедиа, конфисковав сервера. Сайт был обвинён в поддержке организаций, добивающихся насильственного изменения конституционного строя Германии.

## Награды
- 2008 — Медаль сопротивления имени Чико Мендеса

### Статьи
- Indymedia: каждая кухарка может создавать новости! (недоступная ссылка)
- Медиа — в массы!